# نمانیا الکساندروف
نمانیا الکساندروف (انگلیسی: Nemanja Aleksandrov؛ زادهٔ ۱۰ آوریل ۱۹۸۷) بازیکن بسکتبال اهل صربستان است.
از باشگاه‌هایی که در آن بازی کرده‌است می‌توان به باشگاه بسکتبال مانرسا و باشگاه بسکتبال ستاره سرخ بلگراد اشاره کرد.
وی در مسابقات کشوری و بین‌المللی در مجموع برندهٔ ۱ مدال طلا شده‌است.